# Vlastibor Klimeš
Vlastibor Klimeš, né le 17 août 1953 à Prague, en Tchécoslovaquie, est un joueur et entraîneur tchèque de basket-ball. Il évolue durant sa carrière au poste d'ailier. Il est le mari de la basketteuse Dana Ptáčková et le père de la basketteuse Zuzana Klimešová.

## Palmarès
- 3e du championnat d'Europe 1981